# Gördelmakare

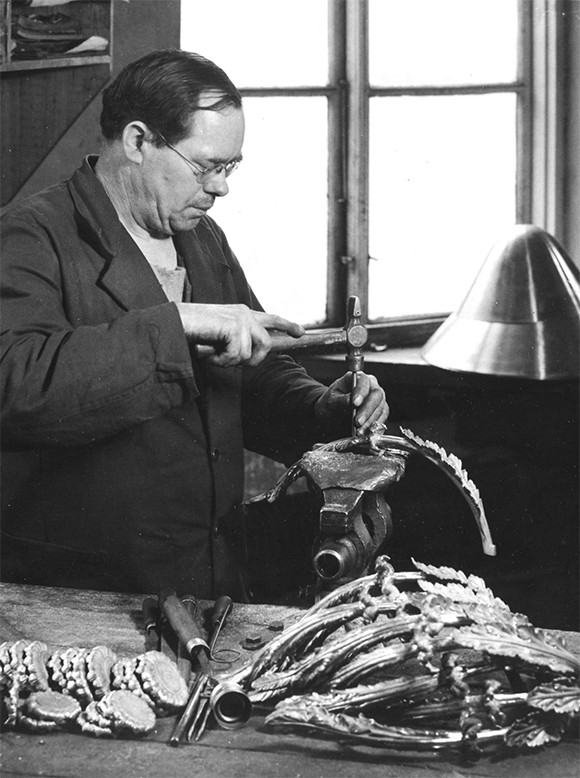
Gördelmakare Edvin Åkerlund punsar gjutdetaljer av mässing till elektrisk belysningsarmatur. Malmö, cirka 1950.

Gördelmakare är ett äldre yrke och skråämbete med anor från 1600-talet inom området metallhantverk. (Se även engelska: Repoussé and chasing.) Yrkesutövare finns fortfarande kvar (2023) men är få till antalet.

## Historia

### Bältare
Innan de svenska mässingsbruken etablerades så importerades mässing och mässingsföremål av yrkesgruppen bältare vars specialitet var tillverkning och montering av läderbälten, remmar, gördlar, seldon och dragdon för hästar, förvaringspungar med mera.

### Sadelmakare och remsnidare
Närstående yrkesgrupper var sadelmakare och remsnidare. Det ingick i deras arbetsuppgifter att fästa metallbeslag, söljor, selkrokar och spännen av metall och legeringar av metall som brons och mässing på läderprodukter. Även exempelvis svärdsgehäng av metall till soldatbälten var en typisk produkt som yrkesgruppen framställde. Arbetet medförde ett närmande till metallhantverket.

### Arbetskraftsinvandring
Under 1600-talet då mässingsbruken etablerade sig invandrade yrkesmän som hade en bredare kompetens än bältarna. De var vanligtvis tyskar från trakterna kring Aachen vars urgamla mässingstillverkning sedan länge dominerat i Europa. Den tyska benämningen gürtler (som också blev ett tyskt efternamn) översattes till gördelmakare på svenska.

### Gelbgjutare
Yrket gördelmakare överlappade ibland yrket gelbgjutare, eftersom skrågränserna mellan dessa yrken var otydliga, vilket när så var fallet inkluderade ett hantverkskunnande inom gjuteri och viss metallurgi. Gelbgjutare härstammar från ordet gulmetall som är en äldre benämning av materialet mässing. Yrkesgruppen var oftast förknippad med framställning av ljusstakar, ljuskronor, mortlar och kyrkklockor.
Vissa gördelmakare sökte sig till att arbeta med och färdigställa ljusstakar och ljuskronor av gjutgods och även kristall. Yrket gördelmakare tangerar ibland även yrket ciselör.

### Belysningsindustrin
Strax före elektricitetens och maskinernas tid arbetade gördelmakare ofta för kyrkor där levande ljus från kyrktak och predikstolar skulle brinna i deras handgjorda kronor. Allting gjordes för hand. Två man kunde trampa på trycksvarven så svetten rann medan den tredje formade kopparplåten mot den roterande träpatronen. Gjutgodset filades och polerades med polersten samt putsades med wienerkalk, stearinolja och trasor tills det blev blankt och fint. Plana ytor som skulle blankas gneds mot garvstål som var ett slags härdat stål som lämpade sig bra för putsning eftersom det inte hade några blåsor eller ojämnheter.
Yrkeskategorin fick ett uppsving under 1900-talet eftersom kunskaperna efterfrågades av företag som tillverkade elektrisk belysningsarmatur och hade eget gjuteri.

### Redskapens utveckling
Gördelmakaren var en mångsysslare som även drev lampetter och behärskade lödning. Teknik och redskap utvecklades. Så småningom ersatte gassvetsen de äldre fältässjorna. När elektriciteten kom övergick arbetsuppgifterna alltmer till att elektrifiera exempelvis äldre gasarmaturer där det blev nödvändigt att fundera ut nya lösningar för kabeldragningar. Snart gjorde armaturer för elektriskt ljus sitt intåg och avlöste stearinet, fotogenet och gasen helt och hållet.
Yrket var under 1900-talets mitt ännu ett manuellt hantverk till stor del men industrialiseringen innebar att allt fler maskiner, som till exempel effektiva slip-, poler- och borrmaskiner, introducerades i gördelmakerierna. 

### Avetablering
En sökning på yrket i Dagens Nyheters arkiv visar att rekrytering av gördelmakare i stort sett upphör efter slutet av 1950-talet. Idag förekommer yrkesutövare i mindre verkstäder som utför reparationsarbeten men inte längre i industriella sammanhang som under 1900-talets mitt.

## Produkter
Exempel på produkter som en gördelmakare kunde få i arbetsuppgift att framställa.
- Hästutrustning: Söljor, remmar, rembeslag, selkrokar, sporrar, stigbyglar, betsel, bjällror, kedjor.
- Toalettsaker: Kammar, spännen, väskbyglar, väskhakar, nålhus, tvättfat, nattpottor, spottlådor, svampdosor och tobaksdosor.
- Köksutrustning: Kittlar, mortlar, rivjärn, trattar, durkslag, flaskor, krukor, spilkummar, skålar, bunkar, tumlare, bägare, stop, tårtspadar, skedar, knivar och gafflar, terriner, kylfat, tekannor, tekök, kaffekannor och sockerskrin.
- Altarsaker: Dopfat, dopskålar, dopfuntar, oblatskrin, kalkar, brudkronor, skrin och sparbössor.
- Värmesaker: Fyrfat, handvärmare, sängvärmare, täckfat, strykjärn, eldsatser, ugnsluckor och eldstadsförsatser.
- Belysningsarmatur: Barockkronor, väggarmar, väggplåtar, ljusstakar, kandelabrar, lyktor, ljussaxar, ljussaxbrickor, vaxstapelställ och oljebrännare.

## Yrkesutövare

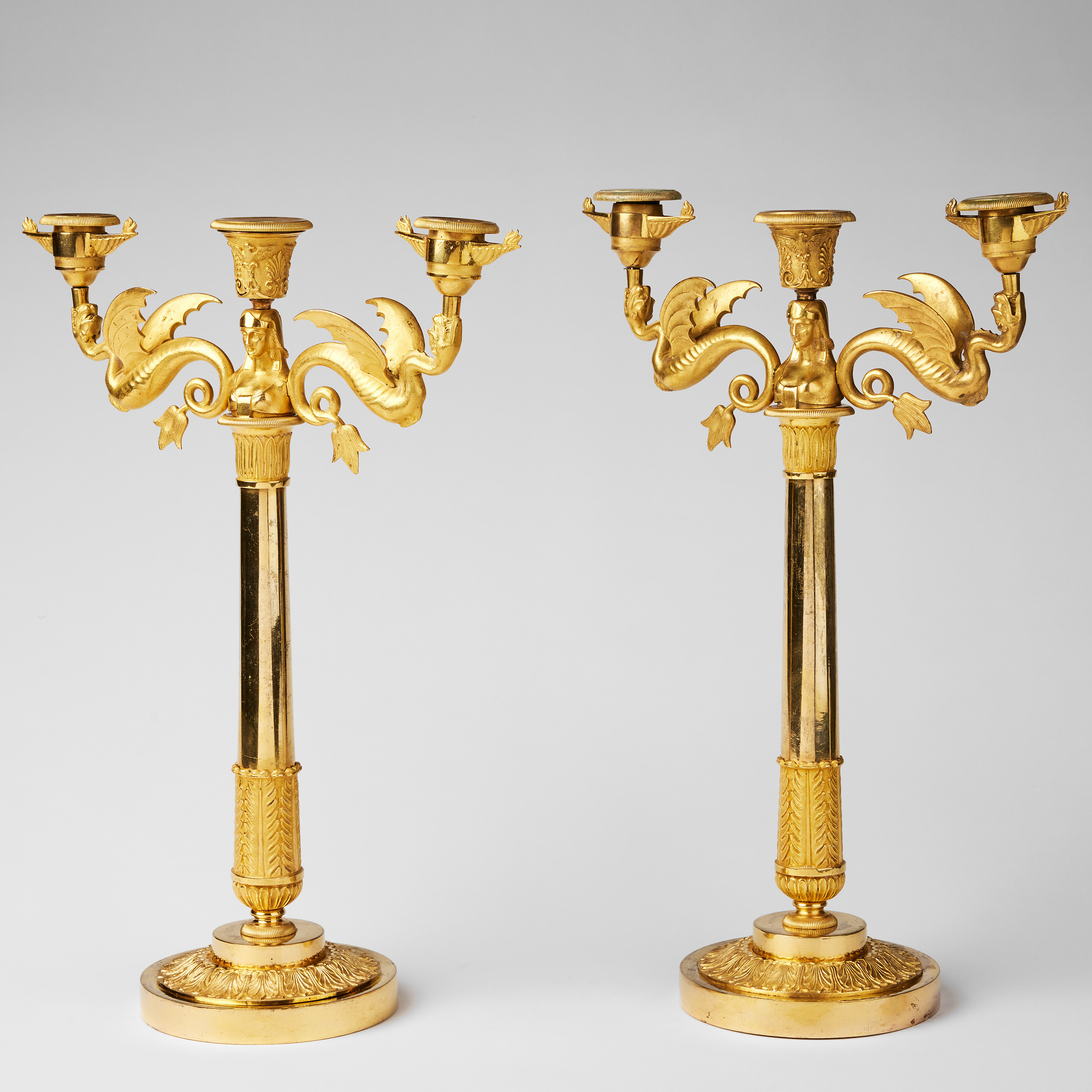
Kandelabrar, sengustavianskt Stockholmsarbete, troligen av gördelmakarmästare Eric Talén.

I Sverige fanns en gördelmakartradition i Skånes socknar. Troligen har det att göra med att gjuterinäringen i Skåneregionen efter Stockholm var den största i landet. Bland kända svenska gördelmakare kan nämnas:
- Carl Ludvig Mangeot, Stockholm.
- Fredrik Rung (far till hovciselören Fredrik Ludvig Rung), Stockholm.
- Johannes Ekman, Stockholm.
- Christian Böckler,[9] Stockholm.
- Carl Claes Sporrong,[10] Stockholm, ägare till företaget Sporrong vars verksamhet började som gördelmakarverkstad redan år 1666.
- Eric Talén, Stockholm.
- Hugo Malmström, Malmö.